# Isochlora tschitaensis
Isochlora tschitaensis là một loài bướm đêm trong họ Noctuidae.